# Bolesław Gładych
Bolesław Gładych (né le 17 mai 1918 à Varsovie - mort le 12 juillet 2011 à Seattle) est un pilote de chasse polonais, as des forces armées polonaises de la Seconde Guerre mondiale.

## Biographie
En 1938 Bolesław Gładych est admis à l'École des cadets officiers de la force aérienne à Dęblin.
Après l'éclatement de la Seconde Guerre mondiale, il s'évade du camp d'internement roumain à Turnu Severin et gagne la France. Il se présente au groupe de chasse qui devait être envoyé sur le front finno-soviétique. Finalement cette unité devient le Groupe de Chasse Polonaise de Varsovie, GC I/145.
Après la capitulation de la France, le sous-lieutenant Gładych arrive en Angleterre. Entre le 9 juillet 1942 et le 16 septembre 1942 il sert au 302e groupe de chasse. Il y revient le 4 décembre 1942. Au début 1943 il devient le commandant d'une escadrille. En automne 1943, par erreur, il tente d'attaquer l'avion à bord duquel se trouve Winston Churchill. Cette erreur lui coûte l'interdiction totale des vols.
Grâce à Francis Gabreski il est admis au 61 Fighter Squadron du 56th Fighter Group. Jusqu'à la fin de la guerre il combat au sein de l'USAAF. Officiellement, Bolesław Gładych n'a jamais été admis dans l'aviation américaine. Quelques jours après la fin des hostilités il est renvoyé.
Au total, lors du conflit Bolesław Gładych remporte 14 victoires sûres et 2 probables. Les Américains lui ont homologué 3 victoires de plus.
Tous les avions personnels que pilotait Bolesław Gładych, depuis son arrivée en Angleterre portaient l'insigne d'un pingouin signé Pengie (le surnom de sa copine une Canadienne de la WAAF).
Après la guerre le capitaine Gładych est naturalisé Américain et s'installe avec sa femme  à Seattle. Il commence sa carrière scientifique, devient docteur en psychologie et travaille en tant que psychothérapeute.

## Anecdote
Le 10 juin 1940, Gładych est aux commandes d'un Caudron C.714 lorsqu'il est durement touché dans ses 6 heures par un Me 109. Il voit alors l'ennemi grossir à vue d'œil dans son rétroviseur pour porter le coup de grâce mais rien ne se passe. Le pilote allemand, chevaleresque, se contente de battre des ailes et rompt le combat.
Le 8 septembre 1943, rebelote au-dessus de Lille. Après avoir lui-même remporté une victoire, son Spitfire est sérieusement endommagé par un FW 190 qui ne le lâche pas. Dans l'incapacité d'appeler à l'aide, Gładych sent sa dernière heure arrivée quand le chasseur adverse le dépasse, bat des ailes en signe de salut et dégage. Le Polonais peut alors voir nettement le numéro 13 inscrit sur le fuselage du FW 190. Il se rappelle aussi que trois ans auparavant, l'Allemand qui l'avait épargné avait ce même numéro flanqué sur le fuselage.
Le 8 mars 1944, Gładych escorte une formation de bombardiers américains en route pour Berlin. Il parvient à descendre un FW 190 sur son P-47 mais se retrouve isolé, à court de munitions et avec trop peu de carburant pour engager à nouveau le combat. Soudain, deux autres FW 190 dont un codé "13" se portent à ses côtés et lui font signe de se poser sur le terrain allemand de Vechta. N'ayant pas le choix, Gladych obtempère et suit les Allemands jusqu'à leur base. Comprenant que sa capture est proche, le Polonais réalise alors un incroyable coup de poker en piquant et en tirant ce qui lui reste de munition sur l'aérodrome, espérant ainsi une réaction rapide de la Flak. Celle-ci ne se fait pas attendre et déclenche un feu d'artifice qui touche même le 13 et permet à Gładych de s'enfuir. À court de carburant, il sautera en parachute en vue des côtes britanniques. Cette mission lui vaudra la Silver Star
En 1950, lors d'un meeting à Frankfort où d'anciens pilotes de toutes nationalités sont réunis, Gładych raconte sa triple rencontre avec le numéro 13 et déplore la mort de ce dernier lors de son survol du terrain Vechta. S'approche alors un pilote allemand du nom de Georg-Peter Eder particulièrement sensible à l'histoire du Polonais. Il rassure ce dernier en lui disant que le pilote du 13 n'avait été que blessé. Quand Gładych lui demande s'il l'avait connu, Eder lui répond : c'est moi !

## Décorations
- Ordre militaire de Virtuti Militari
- La croix de la Valeur Krzyż Walecznych - trois fois
- Distinguished Flying Cross - britannique
- Silver Star
- Distinguished Flying Cross - américaine - 2 fois
- Air Medal - 4 fois